# Asmate nigriscente
Asmate nigriscente är en fjärilsart som beskrevs av Lucas 1948. Asmate nigriscente ingår i släktet Asmate och familjen mätare. Inga underarter finns listade i Catalogue of Life.